# 沃洛沃區 (利佩茨克州)

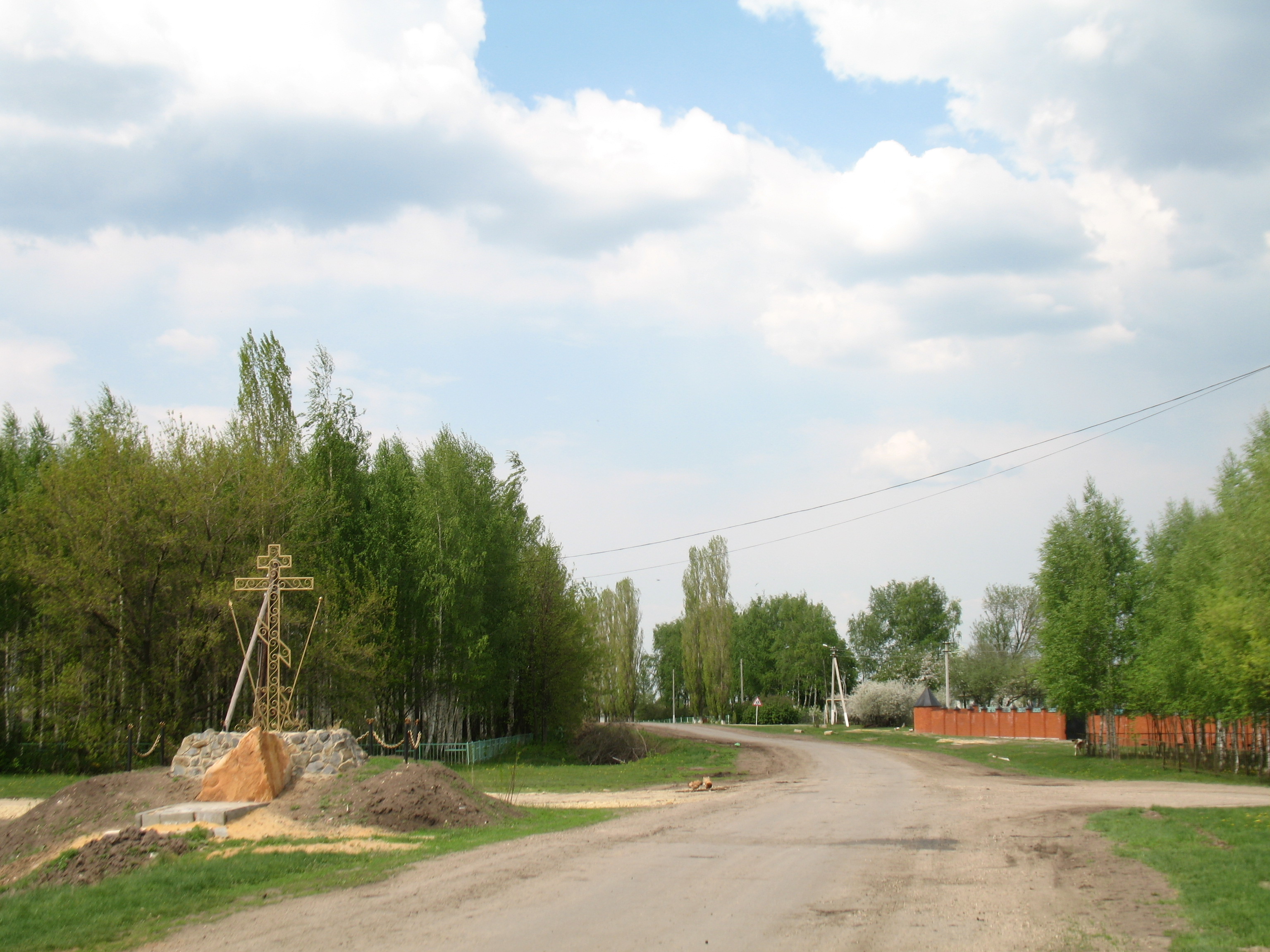

52°01′08″N 37°52′55″E / 52.01889°N 37.88194°E
沃洛沃區（俄语：Воловский район），是俄羅斯的一個區，位於該國西部，由利佩茨克州負責管轄，面積796平方公里，2010年該區人口14,632，人口密度每平方公里18.38人。